# Ціпківська сільська рада
Ціпківська сільська рада — колишній орган місцевого самоврядування у Гадяцькому районі Полтавської області з центром у селі Ціпки.

## Населені пункти
Сільраді були підпорядковані населені пункти:
- c. Ціпки